# 大樹下天后廟

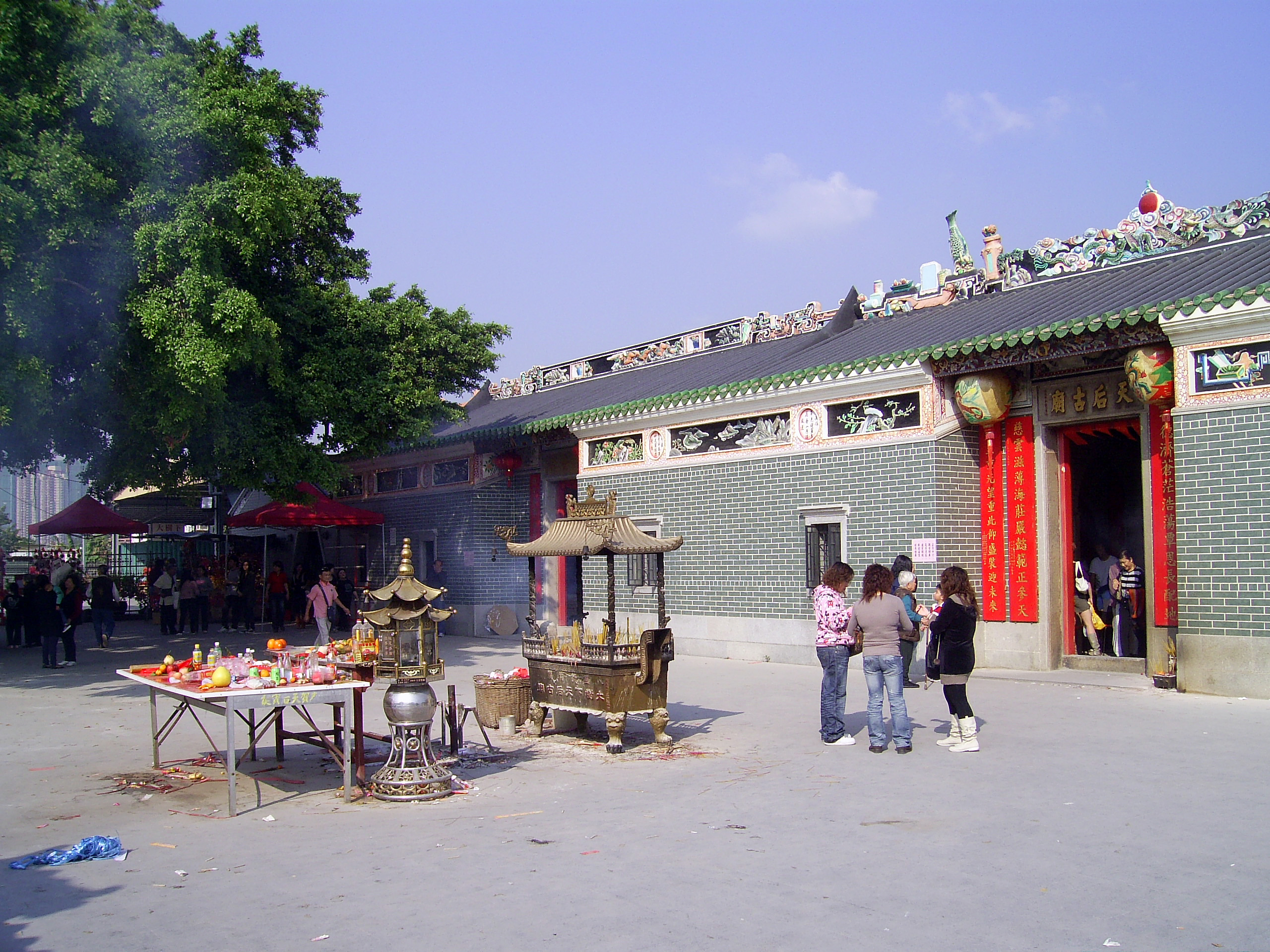
大樹下天后廟

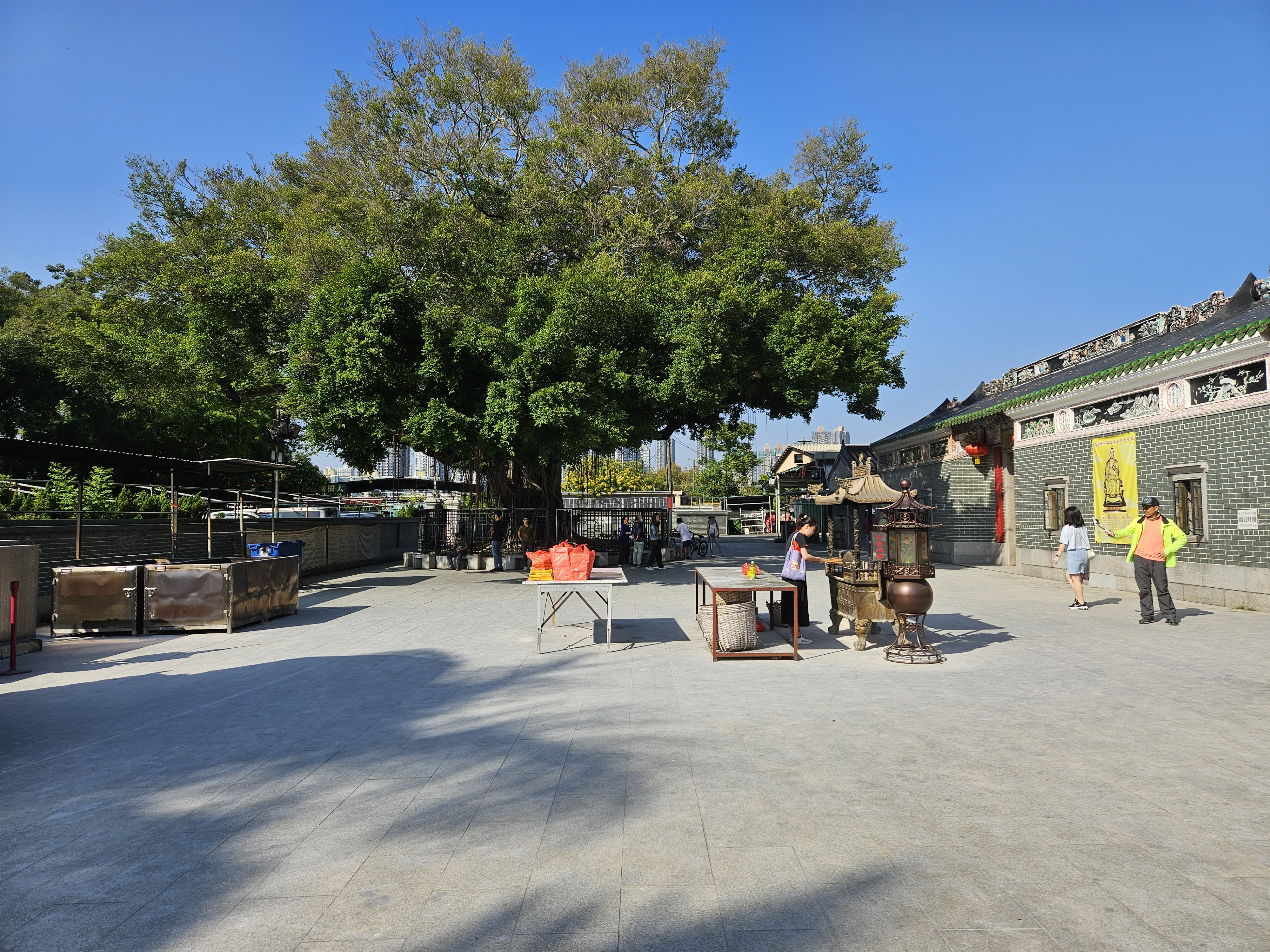
大樹下天后廟

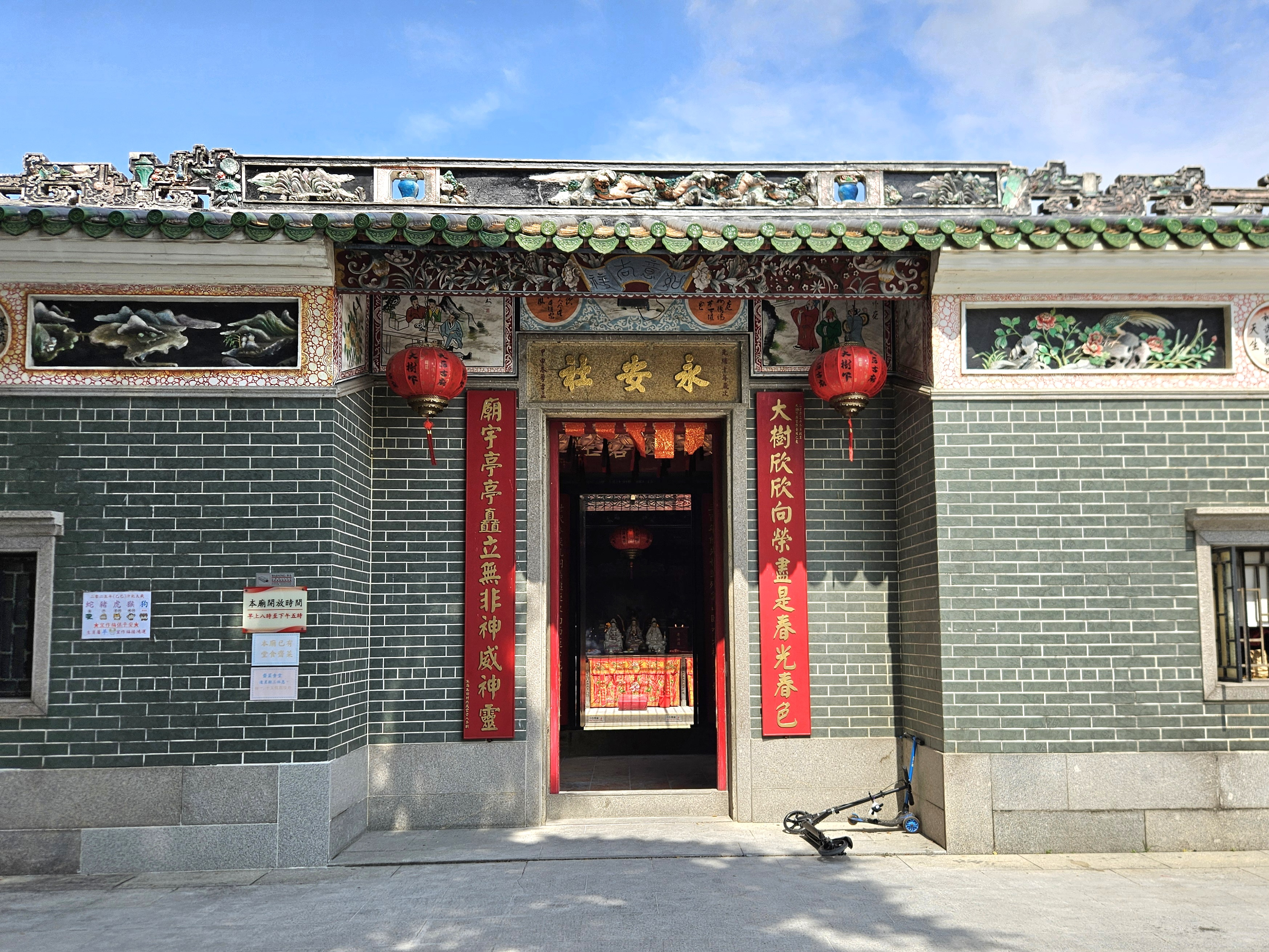
大樹下天后廟永安社

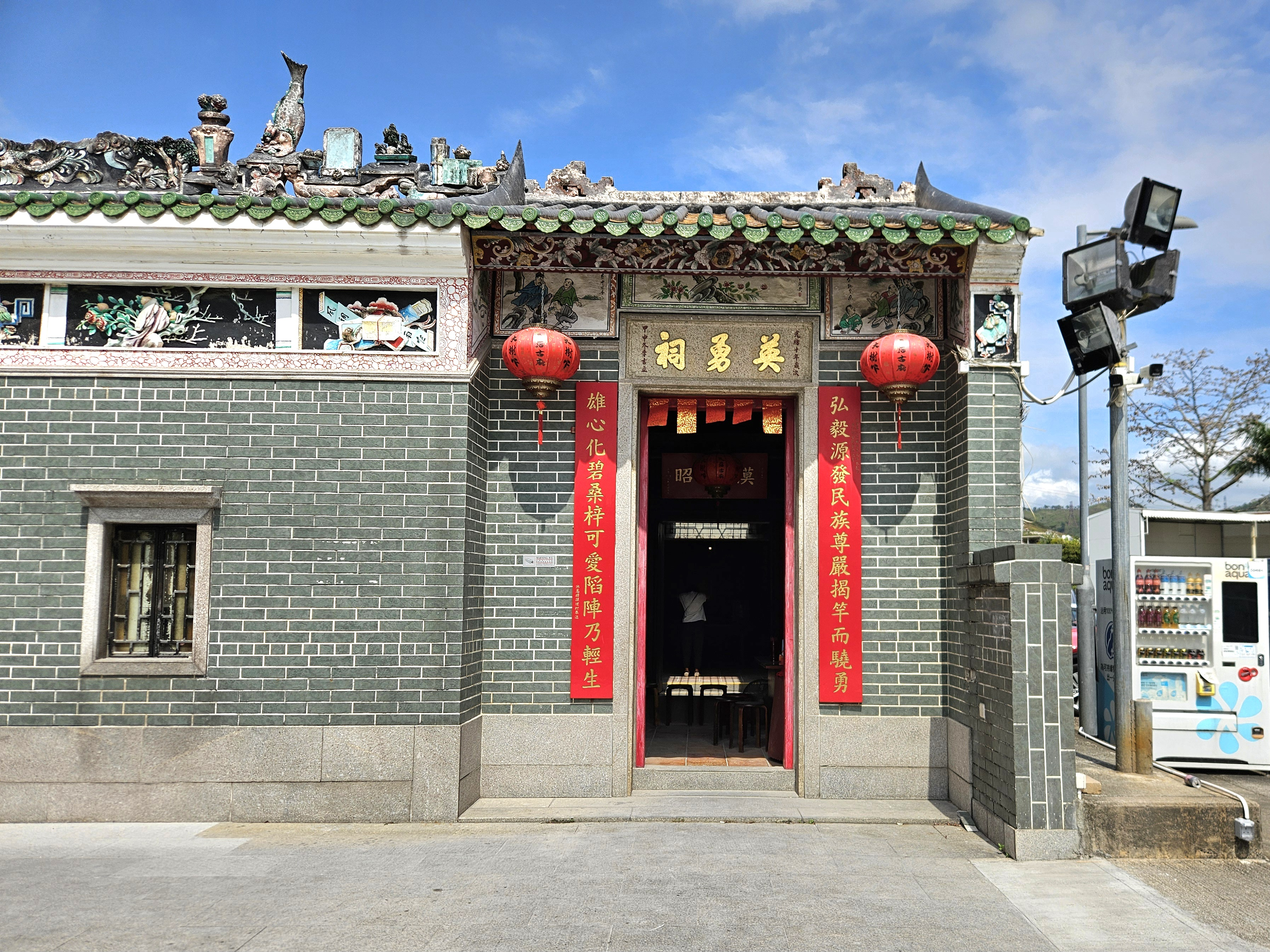
大樹下天后廟英勇祠

大樹下天后廟是香港一所天后廟，位於新界元朗區十八鄉大旗嶺。該廟前方有一棵方圓達數百尺的大樹，因而得名。廟內的石碑可追溯至清朝乾隆51年（1786年），並先後於清朝咸豐、光緒年間和1962年颱風溫黛襲港後進行過大修。該廟有3殿，正殿奉祀天后；右殿奉祀文武二帝；左殿為英勇祠，奉祀抵抗1899年英國佔領新界而殉難的當地居民。